# Robert Sherwood Dillon

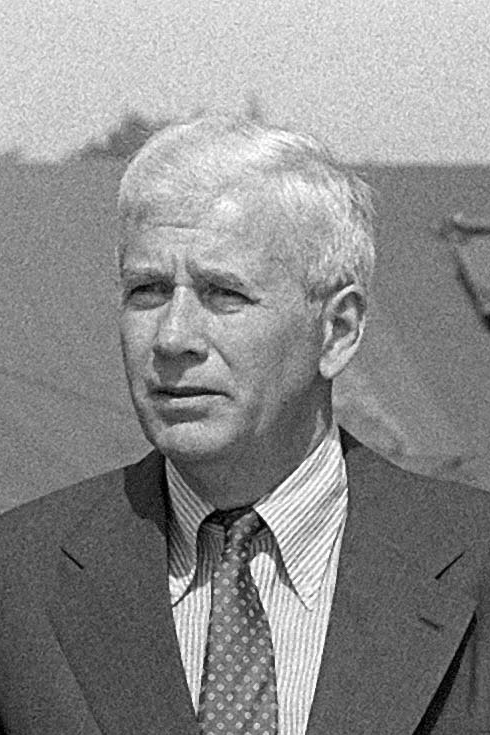
Robert Sherwood Dillon (1982)

Robert Sherwood Dillon (* 7. Januar 1929 in Chicago, Illinois) ist ein ehemaliger US-amerikanischer Diplomat, der unter anderem zwischen 1981 und 1983 Botschafter im Libanon war.

## Leben
Robert Sherwood Dillon leistete nach dem Schulbesuch zwischen 1947 und 1948 Militärdienst in der US Army und begann danach ein grundständiges Studium an der Duke University, das er 1951 mit einem Bachelor of Arts (B.A.) beendete. Im Anschluss war er von 1951 bis 1956 Mitarbeiter der Central Intelligence Agency (CIA) und trat 1956 in den diplomatischen Dienst des Außenministeriums. Er war zunächst von 1956 bis 1958 Konsularbeamter am Konsulat in Puerto La Cruz in Venezuela und danach zwischen 1958 und 1959 Dozent für Wirtschaftswissenschaften an der Princeton University, ehe er von 1959 bis 1960 Wirtschaftsreferent im Referat für den Nahen Osten und Südasien des Außenministeriums war. Anschließend war er zwischen 1960 und 1962 erst Wirtschaftsreferent am Generalkonsulat in Izmir sowie von 1962 bis 1966 Politischer Referent an der Botschaft in der Türkei. Nach seiner Rückkehr fand er zwischen 1966 und 1968 Verwendung als Personalreferent im Außenministerium sowie von 1968 bis 1969 als Sonderassistent des Unterstaatssekretärs für Politische Angelegenheiten (Under Secretary of State for Political Affairs), Eugene V. Rostow. 1970 kehrte er an die Botschaft in der Türkei zurück und war dort bis 1971 stellvertretender Ständiger Vertreter des Botschafters sowie anschließend zwischen 1971 und 1974 Leiter des Referats für die Türkei im Außenministerium.
Danach fungierte Dillon von 1974 bis 1977 als Ständiger Vertreter des Botschafters in Malaysia sowie zwischen 1977 und 1981 als Ständiger Vertreter des Botschafters in der Türkei, ehe er von 1980 bis 1980 Ständiger Vertreter des Botschafters in Ägypten war. Zuletzt wurde er am 19. Juni 1981 zum Botschafter der Vereinigten Staaten im Libanon ernannt und übergab dort am 26. Juni 1981 als Nachfolger von John Gunther Dean sein Akkreditierungsschreiben. Er verblieb auf diesem Posten bis zum 11. Oktober 1983, woraufhin Reginald Bartholomew sein Nachfolger wurde. 2004 erschienen seine Memoiren One of the Very Best Men sowie 2005 unter dem Titel An American Soldier in World War I eine Biografie seines Vaters Dale Crowell Dillon.

## Veröffentlichungen
- One of the Very Best Men, Memoiren, 2004, memoir
- An American Soldier in World War I, 2005